# Gustaf Eklund (direktör)
Frans Gustaf Theodor Eklund, född 7 oktober 1868 i Stockholm, död där 31 oktober 1943, var en svensk direktör och tidningsman.
Eklund genomgick sju klasser vid Norra Latin i Stockholm och var tjänsteman i Försäkrings AB Tre kronor 1889–1892, blev föreståndare för Svenska Telegrambyråns annonsavdelning 1893, kassadirektör där 1895, jourhavande direktör 1897–1905 och var verkställande direktör vid Svenska Telegrambyrån 1908–1921. Han startade nämnda byrås distributionsavdelning 1897 och var grundläggare och ägare av AB Svenska Pressbyrån 1906–1916. Han var därefter verkställande direktör för Preußische Kreuzzeitung i Berlin till 1926. Eklund är begravd på Norra begravningsplatsen utanför Stockholm.